# Grado de reacción
El grado de reacción de las turbomáquinas es la relación entre la diferencia en la altura de presión dentro del rotor y la diferencia de energía en el mismo. Esta definición se aplica tanto para máquinas generadoras (bombas) como para máquinas receptoras (turbinas), aunque en el primer caso la máquina proporciona altura de presión y en el segundo caso la recibe.

## Cálculo
La altura de presión, por ejemplo en el caso de bombas (análogo razonamiento se puede hacer para las turbinas), es la diferencia de presión proporcionada por rodete de la bomba. Siguiendo el principio de Bernoulli, el cambio en energía total del fluido dentro de la bomba (o turbina) será la suma de las diferencias de presión y velocidad a la entrada y salida del rotor, siendo esta última el cambio en energía cinética. Al dividir la diferencia de presión por el cambio total de energía se obtiene el grado de reacción:
{\displaystyle R={\frac {\text{Diferencia presión rotor}}{\text{Diferencia línea de nivel energético}}}={\frac {\Delta P}{\Delta P+{\frac {\rho \,\left(v_{1}^{2}-v_{2}^{2}\right)}{2\;g}}}}}
El denominador es siempre positivo y la fracción se puede explicitar de otras maneras, pero siempre es la relación entre la diferencia de presión y la diferencia de energía mecánica total, o cambio de línea de nivel energético, que se produce dentro de la parte móvil de la turbomáquina.

## Clasificación
De acuerdo con esto se tiene que:
| Valor               | Descripción |
| ------------------- | --- |
| {\displaystyle R=0} | Máquina de acción |
| {\displaystyle R=1} | Máquina de reacción pura |
| {\displaystyle R<1} | Caso habitual de las máquinas reales. Es habitual construir turbinas de vapor y turbinas de gas con un grado de reacción igual a 0,5. |